# أمريكيون إنجليز
أمريكيون إنجليز هم مواطنو الولايات المتحدة من أصل إنجليزي، ويشكلون 13% من الشعب الأمريكي؛ وهم أكبر مجموعة أوروبية في الولايات المتحدة ثم يليه الأمريكيين من أصل ألماني والأمريكيين من أصل إيرلندي.
لعب الأمريكيون الإنجليز دوراً مهماً في جميع جوانب الحياة السياسية والاقتصادية والثقافية والاجتماعية في الولايات المتحدة ومنذ نشأتها . كما ان غالبية الآباء المؤسسون أصولهم إنجليزية .